# Leptichnus bernardi
Leptichnus bernardi је пуж из реда Stylommatophora и фамилије Helicarionidae.

## Угроженост
Подаци о распрострањености ове врсте су недовољни.

## Распрострањење
Ареал врсте је ограничен на једну државу. 
Танзанија је једино познато природно станиште врсте.